# Panasonic Lumix DMC-FZ30
Panasonic Lumix DMC-FZ30 — псевдозеркальный цифровой фотоаппарат разрешением 8 мегапикселей, разработанный компанией Panasonic. Был анонсирован 21.07.2005. 
Анонсированная почти ровно через год после запуска FZ20 (модели, которую она заменила), DMC-FZ30 (выпущена в июле 2005 года) является последней флагманской моделью в постоянно растущей линейке камер с суперзумом от гиганта электроники Panasonic. Как и его предшественники, FZ20 оснащен зум-объективом DC Vario-Elmarit марки Leica с колоссальным 12-кратным оптическим диапазоном (эквивалент 35-420 мм), хотя на этот раз без постоянной диафрагмы F2.8. Он также может похвастаться проверенной системой оптической стабилизации изображения Panasonic Mega
Многое из того, что сделало FZ20 такой популярной камерой, осталось, однако есть некоторые существенные изменения, многие из которых решают проблемы, высказанные пользователями и рецензентами FZ20. FZ30 оснащен новым объективом с 12-кратным оптическим зумом, который оснащен механически связанным кольцом зума, кольцом ручной фокусировки (электронным), полностью внутренним зумом и фокусировкой (без выдвижения) и несколькими улучшениями схемы управления. ПЗС-матрица FZ30 с разрешением 8 миллионов пикселей также немного больше, чем у FZ20 (примерно на 1,75 мм больше по диагонали), и FZ30 также теперь предоставляет опцию съемки в формате RAW, что обещает большую гибкость в обработке изображений для более продвинутых фотографов.
Как и в FZ20, корпус объектива FZ30 немного смещен, а рукоятка стала больше, на корпусе камеры также доступно больше элементов управления. Другие изменения включают в себя откидной ЖК-монитор с более высоким разрешением и диски управления спереди и сзади. Полная информация об изменениях приведена ниже.